# Новинка (Звягинське сільське поселення)
Новинка (рос. Новинка) — присілок в Хвойнинському районі Новгородської області Російської Федерації.
Населення становить 1 особу. Входить до складу муніципального утворення Звягинське сільське поселення.

## Історія
Від 2005 року входить до складу муніципального утворення Звягинське сільське поселення

## Населення
| 2009 | 2010 |
| ---- | ---- |
| 1    | →1   |